# Прапор Чечельницького району
Пра́пор Чечельни́цького райо́ну — офіційний символ Чечельницького району Вінницької області, затверджений 30 вересня 2009 року на сесії Чечельницької районної ради.

## Опис
Прапор являє собою прямокутне полотнище зі співвідношенням сторін 2:3 та складається з трьох рівновеликих горизонтальних смуг: синьої, червоної та зеленої. На першій смузі розміщується жовте шістнадцятипроменеве сонце з людським обличчям; на другій розташовані три жовті вітряки в ряд; на третій знаходиться жовтий дуб з жолудями.

## Символіка
Прапор району містить наступні символи:
- Сонце традиційне для Поділля і означає приналежність району до цього регіону.
- Шістнадцять променів символізують 1 селищну та 15 сільських рад.
- Вітряки — символи мирного, багатого хліборобського краю. Число три вказує на поєднання особливості хліборобського краю в минулому, теперішньому та майбутньому.
- Дуб із жолудями представляє багатства лісів та ланів лісостепової зони.
- Золотий колір символів — ознака віри, справедливості, милосердя та багатства.